# Acanthodelta melicertoides
Acanthodelta melicertoides là một loài bướm đêm trong họ Noctuidae.